# Ferdinand Budicki
Ferdinand Budicki (Zagreb, 11. travnja 1871. – Zagreb, 25. lipnja 1951.) hrvatski pionir automobilističkog, motociklističkog i biciklističkog športa.
Ferdinand Budicki je bio jedan od suosnivača prvog Hrvatskog automobilskog kluba osnovanog 1906. godine u Zagrebu. O Opelu iz 1901. godine Budicki je rekao:
Godine 2013. u Zagrebu je osnovan Muzej automobila „Ferdinand Budicki”. Od 2018. nalazi se u Jablanovcu.

## Vanjske poveznice
- Ferdinand Budicki Hrvatska enciklopedija
- Ferdinand Budicki, Proleksis enciklopedija
- Ferdinand Budicki, Hrvatski obiteljski leksikon
- Ferdinand Budicki Hrvatska tehnička enciklopedija, portal hrvatske tehničke baštine. LZMK